# Kathy Wilkes
Kathleen Vaughan Wilkes (23. lipnja 1946. – 21. kolovoza 2003.) bila je engleska filozofkinja koja se istaknula radom na područjima filozofije uma i filozofije znanosti.

Posebno je važna bila njena potpora disidentskim znanstvenicima iz istočne Europe. Od 1986. godine bila je predsjednica Izvršnog odbora Inter University Centre u Dubrovniku. Kada je 1991. počeo rat u Hrvatskoj, Wilkes je zamijenila akademsku sigurnost oxfordske predavaonice i ostala zajedno s Dubrovčanima u opsjednutom gradu. Koristila je svoja poznanstva i veze kako bi svijet saznao za grozote rata u Hrvatskoj.

Uvažavajući njen znanstveni doprinos kao i pomoć u najtežim trenutcima hrvatske borbe za samostalnost, Sveučilište u Zagrebu dodijelilo je 2001. godine Kathleen Vaughan Wilkes počasni doktorat.

### Djela
- Physicalism (1978.)
- Real People (1988.), Oxford University Press
- Modelling the Mind (1990.) urednica s W. Newton-Smithom

### Poveznice
- In memoriam: Kathleen Vaughan Wilkes (1946–2003), Prolegomena 2 (2) 2003